# Zahia Dehar
Zahia Dehar (Ghriss, 25 de febrero de 1992) es una actriz y modelo argelina, nacionalizada francesa.

## Carrera
Dehar logró repercusión a comienzos de la década de 2010, desempeñándose inicialmente como modelo para reconocidos diseñadores como Pierre et Gilles y Karl Lagerfeld. En 2011 apareció en las páginas de la revista de modas V.
Después de un breve receso, Dehar experimentó un resurgimiento en su exposición mediática a principios de 2012: una nueva serie de fotografías, tomadas por Karl Lagerfeld en enero de 2012, fue publicada justo después de su primer show de lencería. Fue fotografiada por Ali Mahdavi, director artístico del cabaret parisino Crazy Horse. Otra serie de fotografías fue tomada por la popular fotógrafa Ellen von Unwerth en julio de 2012.
Del 8 de abril al 27 de septiembre de 2014, fue la modelo principal en una exposición de Pierre et Gilles en la Galerie des Gobelins (París). En noviembre de 2015, horas antes de los atentados de París, los artistas Pierre et Gilles publicaron en su cuenta de Facebook una foto tomada hace unos meses, donde Zahia posaba como el símbolo nacional francés Marianne. La fotografía fue utilizada en las redes sociales como respuesta a los actos terroristas que ocurrieron esa noche.
En 2016 inició su carrera como actriz en tierras francesas. Su primera aparición ocurrió en la película cómica Joséphine, Pregnant & Fabulous, bajo la dirección de Marilou Berry. Un año después protagonizó junto con Mina Farid una nueva película de comedia francesa, Una chica fácil, dirigida por Rebecca Zlotowski.

### Affaire Zahia
En 2009, Dehar, de 17 años, fue supuestamente contratada como trabajadora sexual por Franck Ribéry y Karim Benzema, que en ese momento eran jugadores de la selección francesa de fútbol. La edad de consentimiento en Francia es de 15 años, pero la prostitución solo es legal si el trabajador es mayor de 18 años.
Dehar afirmó haber conocido a Karim Benzema en mayo de 2008 al margen de la ceremonia de los Trophées UNFP du football, y a Franck Ribéry el 7 de abril de 2009, en un hotel de Múnich donde ella y otra acompañante habían sido enviadas al futbolista como "regalo de cumpleaños".
La investigación se hizo pública en 2010, justo antes de que la selección francesa participara en la Copa Mundial de la FIFA 2010. El entonces entrenador de la selección francesa, Raymond Domenech, decidió excluir a Benzema en la nómina que disputó el mundial. Franck Ribéry, en cambio, disputó el certamen con su selección.
El 31 de enero de 2014, Karim Benzema y Franck Ribéry fueron absueltos por el Tribunal Penal de París, declarando que los deportistas desconocían que Zahia era menor de edad al momento del encuentro sexual.

## Filmografía

### Cine y televisión
| Año  | Título                         | Papel | Notas               |
| ---- | ------------------------------ | ----- | ------------------- |
| 2011 | Bionic                         |       | Cortometraje        |
| 2016 | Joséphine, Pregnant & Fabulous | Lola  |                     |
| 2019 | Una chica fácil                | Sofia |                     |
| 2019 | Clique                         |       | Serie de televisión |
| 2019 | Quotidien                      |       | Serie de televisión |
| 2019 | L'invité                       |       | Serie de televisión |